# 贾村玉皇庙
贾村玉皇庙，位于山西省长治市潞城区翟店镇贾村。
2016年6月6日，贾村玉皇庙公布为第五批山西省文物保护单位，编号5-82，古建筑类，年代为元、民国。